# Tajna Organizacja Wojskowa „Gryf Pomorski”
Tajna Organizacja Wojskowa Gryf Pomorski (TOW Gryf Pomorski, Gryf Pomorski) – polska wojskowo-cywilna organizacja konspiracyjna, będąca największą pomorską organizacją wojskową podczas II wojny światowej. Teren jej działania obejmował początkowo Kaszuby, w następnych miesiącach rozszerzył się również o inne regiony na Pomorzu.

## Struktura organizacyjna
Strukturę organizacji określał Statut. Na czele TOW „Gryf Pomorski” stała Rada Naczelna, której podlegały dwa osobne piony organizacyjne: Główny Wydział Organizacyjny, zajmujący się działalnością cywilną, i Komenda Naczelna, odpowiedzialna za działalność wojskową. Zgodnie z założeniem władze w Komendzie Naczelnej mieli sprawować oficerowie rezerwy Wojska Polskiego (WP). W skład Rady Naczelnej wchodzili: Prezes, dwóch Zastępców, Kapelan, Sekretarz, Przewodniczący Sądu Organizacyjnego, Komisja Kontrolująca, Komisja Pomocy Finansowej, Wywiad oraz nieprzydzieleni członkowie. W niektórych dokumentach jako organ sprawujący władzę w organizacji jest podawana Rada Tajnej Organizacji Wojskowej „Gryf Pomorski”, która w niesprecyzowanym czasie zmieniła nazwę na Radę Naczelną. Na przełomie 1942 i 1943 roku prezesem Rady Naczelnej był ks. Józef Wrycza, a jego zastępcą Józef Dambek. Zdaniem historyka Krzysztofa Steyera ks. Wrycza nie odgrywał dużej roli w „Gryfie Pomorskim”, a jego funkcja prezesa miała charakter honorowy.

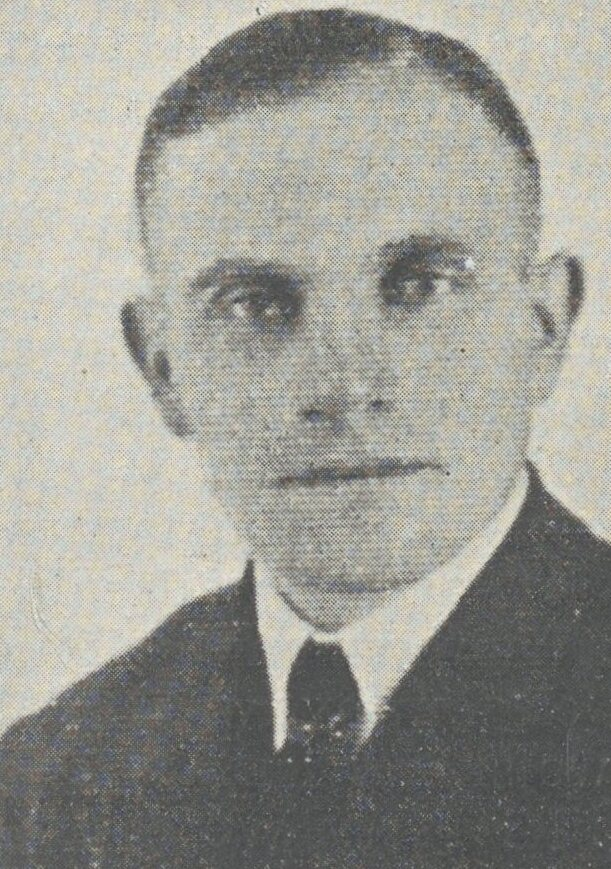
Bolesław Formela, pierwszy komendant naczelny TOW „Gryf Pomorski”

Kierownictwo Głównego Wydziału Organizacyjnego sprawował Józef Dambek, po jego śmierci 4 marca 1943 roku funkcję tę przejął Augustyn Westphal. Komendantami naczelnymi byli kolejno:
- por. rez. WP Bolesław Formela ps. „Romiński” (zrezygnował z funkcji 12 marca 1942 roku, prawdopodobnie na skutek otrzymania informacji o liście gończym gestapo i obaw o własne zdrowie i życie)[8][9]
- Juliusz Koszałka (p.o.)[8][10]
- por. rez. WP Józef Gierszewski ps. „Gozdawa”, „Ryś”, „Szulc” (przypuszczalnie do bezpodstawnego zdjęcia ze stanowiska 17 lutego 1943, faktycznie do swojej śmierci ok. 22 czerwca 1943)[8][10]
- ppor. rez. WP Grzegorz Wojewski ps. „Ferrum” (do grudnia 1943)[8][10]
- Augustyn Westphal (p.o., w sprawach wojskowych konsultował się z Marianem Jankowskim)[8][11]

Wśród komendantów naczelnych wymieniany jest również ppor. rez. Aleksander Arendt ps. „Komar” i „Dębina”, który miał objąć to stanowisko po Wojewskim. Miał on pełnić swoją funkcję do aresztowania 12 marca 1944 roku, być może w roli pełniącego obowiązki. W 1999 roku pojawiły się pierwsze głosy, że Arendt nie sprawował funkcji komendanta naczelnego. W następnych miesiącach Arendt był oskarżany o przynależność do NKWD, UB i SB. Oskarżenia kierowane pod adresem Arendta wzbudziły kontrowersje wśród historyków. Podejrzenia o współpracę ze służbami specjalnymi zostały później potwierdzone. Według badań przeprowadzonych przez historyka Andrzeja Gąsiorowskiego Arendt po raz pierwszy został nazwany komendantem dopiero przez Jana Kaszubskiego w raporcie dla UB z września 1945 roku. Sprawowanie stanowiska komendanta naczelnego nie jest jednak ogólnie kwestionowane.
Komenda Naczelna miała na celu przygotowanie „Gryfa Pomorskiego” do powstania skoordynowanego z desantem powietrznym Polskich Sił Zbrojnych, a także prowadzenie bieżącej walki, głównie w celu obrony ludności polskiej przed masową eksterminacją. Celem powstania miało być wyzwolenie Pomorza spod okupacji niemieckiej. Hasłem do powstania miał być apel ks. Józefa Wryczy.
Komendantowi naczelnemu podporządkowane były Wydziały:
- Wywiadu i kontrwywiadu – por. rez. Juliusz Koszałka ps. „Jeż”, „Jeremi” (do lata 1942 roku),
- Łączności – por. rez. Juliusz Koszałka (do lutego 1943 roku), Agnieszka Bigus,
- Sanitarny – st. sierż. Antoni Czapiewski (do lata 1942 roku), lek. med. Alfons Wojewski (do maja 1943 roku).

„Gryf Pomorski” deklarował podporządkowanie się Rządowi Rzeczypospolitej Polskiej na uchodźstwie. Deklarował się jako organizacja wojskowa, katolicka i ponadpartyjna. Deklaracja ideowa została przyjęta w lipcu 1941 lub 6 maja 1942 roku. Wątpliwości co do datacji wynikają z istnienia dwóch odrębnych tekstów z różnymi datami. Według deklaracji organizacja działała na terenie całego Pomorza i Prus Wschodnich.
Wielu członków „Gryfa Pomorskiego” było zameldowanych na Pomorzu i obok działalności konspiracyjnej oficjalnie pracowało, głównie w rolnictwie i leśnictwie. W strukturach „Gryfa Pomorskiego” znaleźli się również księża.

## Działalność

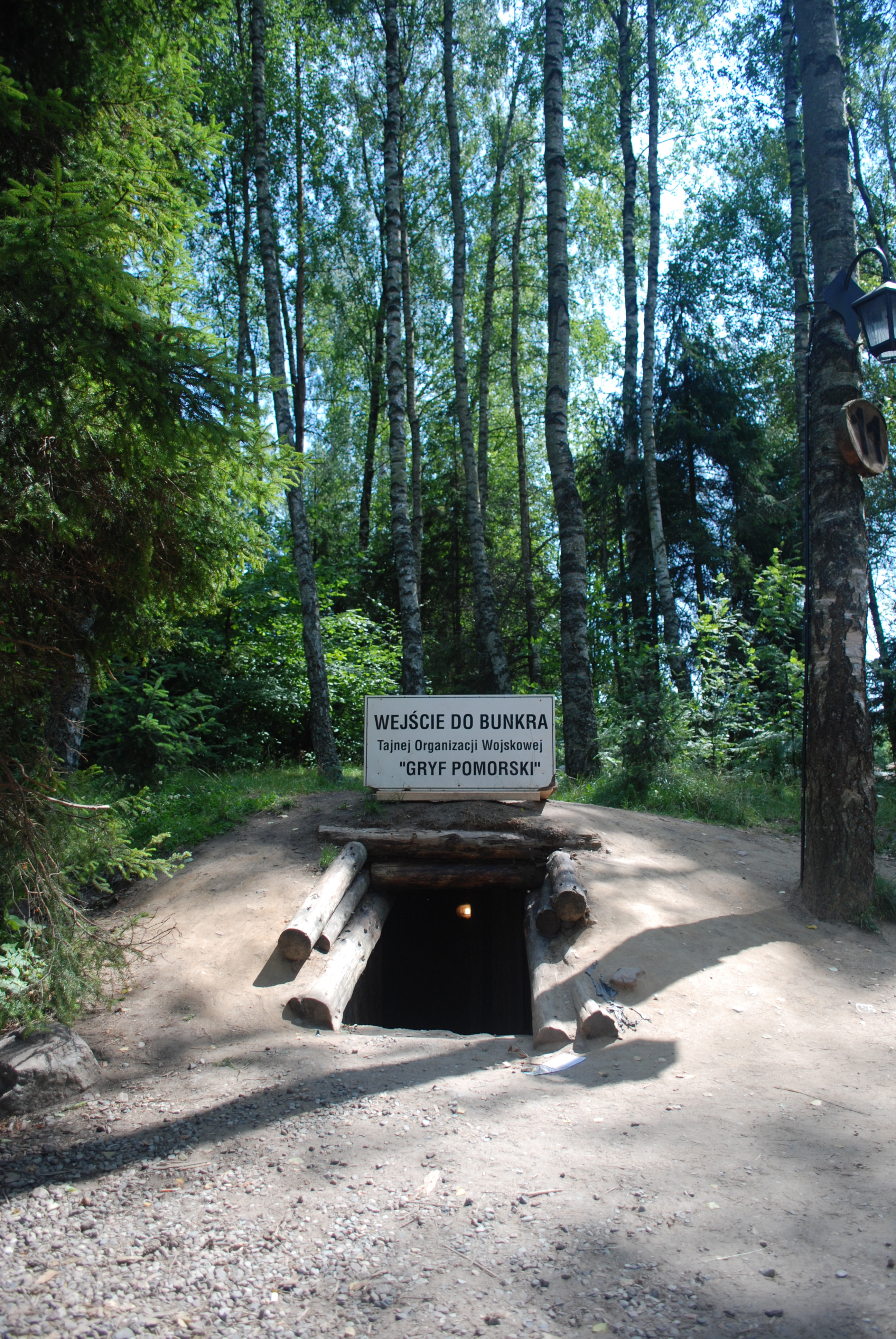
Wejście do repliki bunkra „Ptasia Wola” TOW „Gryf Pomorski” w Centrum Edukacji i Promocji Regionu w Szymbarku

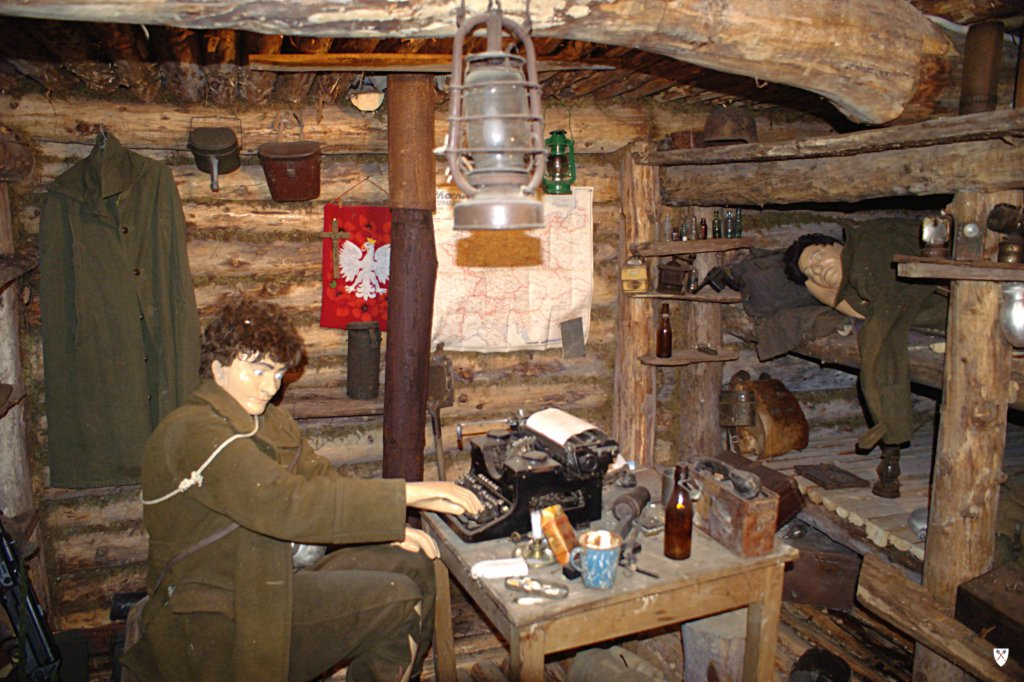
Replika bunkra „Ptasia Wola” w Centrum Edukacji i Promocji Regionu w Szymbarku

Działalność „Gryfa Pomorskiego” obejmowała głównie samoobronę (m. in. ukrywanie osób poszukiwanych przez gestapo oraz znanych ze swojej postawy antyniemieckiej przed wojną), pracę informacyjno-propagandową, wywiad i kontrwywiad, walkę z aparatem administracji i policji, sabotaż, wspieranie rodzin członków organizacji, którzy ukrywali się bądź byli aresztowani przez gestapo. Akcje bojowe prowadziło ok. 35 grup leśnych i oddziałów partyzanckich. Wydział Opieki Społecznej odpowiadał za wysyłanie paczek żywnościowych do obozów jenieckich i obozów, w których przebywali członkowie „Gryfa Pomorskiego”.
Około 10 % członków „Gryfa Pomorskiego” stanowiły kobiety. Na wzór Wojskowej Służby Kobiet AK w „Gryfie Pomorskim” utworzono pion żeński, noszący kryptonim „Przedświt”. Jej komendantką była Halina Marta Kurowska ps. „Kryształ”. Pełniła ona funkcję komendantki do czerwca 1943 roku. Jej zastępczynią została Franciszka Skorupska. Według niektórych relacji po Kurowskiej komendantką została Jadwiga Dembińska. „Przedświt” odpowiadał za dostarczanie partyzantom żywności, odzieży, środków medycznych i informacji, przygotowywał się do podjęcia służby sanitarnej w czasie powstania oraz zastępował lekarzy w niektórych Komendach Powiatowych. Ze względu na brak zachowanych dokumentów nie wiadomo, jak wyglądały struktury „Przedświtu”.
Przez cały okres istnienia „Gryfa Pomorskiego” prowadzona była działalność informacyjno-propagandowa. Początkowo „Gryf Pomorski” wydawał ulotki z informacjami pochodzącymi z nasłuchu radiowego, od 1942 roku wydawał na powielaczu gazetę „Gryf Pomorski”, w nakładzie 300–500 egzemplarzy. Organizacja wydawała również tytuły: „Świt”, „Głos Serca Polskiego”, „Biuletyn Radiowy”. Ponadto organizacja sporadycznie drukowała antyfaszystowskie ulotki w języku niemieckim. W ramach działalności informacyjno-propagandowej „Gryf Pomorski” kolportował również publikacje wydawane przez inne organizacje.
Wywiad „Gryfa Pomorskiego” współpracował z wywiadem Armii Krajowej (AK). „Gryf Pomorski” utrzymywał kontakt z siecią wywiadu ofensywnego KG AK: „Lombard” i „Stragan”. Komórki były zaangażowane m. in. w rozpracowywanie niemieckiej broni rakietowej V-1 i V-2. Kontakt był utrzymywany pomimo konfliktu między kierownictwem „Gryfa Pomorskiego” a AK. Działalność kontrwywiadowcza obejmowała ostrzeganie o akcjach wysiedleńczych i przeciwpartyzanckich.
„Gryf Pomorski” dysponował w Gdyni siatką przerzutową, która dokonywała przerzutów osób z gdyńskiego portu do Szwecji oraz utrzymywał łączność z władzami polskimi w Londynie.

## Członkowie

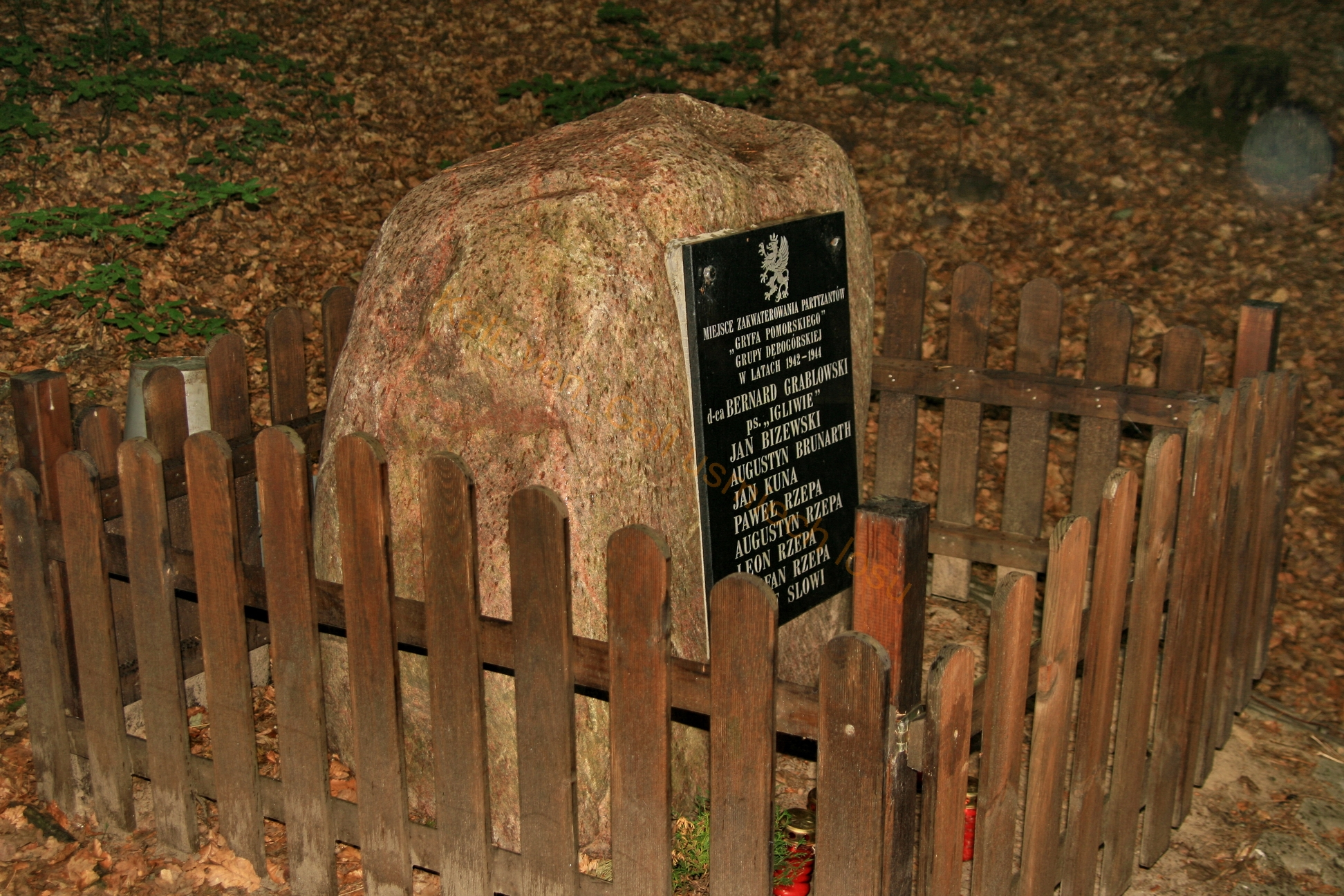
Obelisk upamiętniający miejsce zakwaterowania partyzantów TOW „Gryf Pomorski” w Dębogórzu

Dokładna liczna członków „Gryfa Pomorskiego” stanowi przedmiot sporów wśród historyków. Na przełomie 1942 i 1943 roku „Gryf Pomorski” liczył kilku tysięcy członków, wiosną 1943 roku ok. 6-8 tys, a 29 października 1943 na ok. 4 tys. W źródłach można natknąć się również na liczbę ok. 12–18 tys., obejmujące różne okresy działalności. Historyk Marcin Owsiński, powołując się na wcześniejsze ustalenia, podał, że liczba osób umieszczonych przez kierownictwo organizacji na spisach imiennych wyniosła 19 tys., ale zdecydowana większość osób widniejących na listach ograniczyła się wyłącznie do wyrażenia chęci przystąpienia do organizacji lub utrzymywania kontaktu z jego przedstawicielami. W dokumencie z 31 grudnia 1943 roku, przygotowanym przez sam „Gryf Pomorski” i znanym z odpisu z 15 września 1945, liczba członków została określona na 19 861. Ze względu na częste zmiany podporządkowywania się oddziałów partyzanckich podlegających „Gryfowi Pomorskiego” część oddziałów działała niezależnie od kierownictwa Gryfu, przez co oszacowanie liczby członków organizacji pozostawia sporo trudności. Niektóre oddziały „Gryfa Pomorskiego” odchodziły z organizacji i przystępowały do innych organizacji (AK, Polskiej Armii Powstania). Duża rozpiętość danych wynika również z wliczania do „Gryfa Pomorskiego” osób zaprzysiężonych, a nie wyłącznie aktywnych członków organizacji.

## Historia
TOW „Gryf Pomorski” powstała na bazie Tajnej Organizacji Wojskowej „Gryf Kaszubski” (znanej również jako „Gryf Kaszubski”), założonej na przełomie 1939 i 1940 roku z inicjatywy Józefa Dambka ps. „Lech”. Za sprawą rozwoju organizacyjnego oraz włączenia do „Gryfa Kaszubskiego” innych organizacji konspiracyjnych doszło do przekształcenia organizacji w Tajną Organizację Wojskową „Gryf Pomorski”. Dokładny przebieg przekształcenia organizacji nie jest znany z powodu braku dokumentów organizacyjnych określających tę sprawę jednoznacznie i sprzecznych relacji członków „Gryfa Pomorskiego”. Przyjęto, że przekształcenie organizacji nastąpiło 7 lipca 1941 roku w Czarnej Dąbrowie w gospodarstwie Bolesława Żmudy-Trzebiatowskiego, podczas którego doszło do spotkania, w którym uczestniczyli przedstawiciele TOW „Gryf Kaszubski” z Józefem Dambkie na czele, oddziały partyzanckie Józefa i Leona Kulasów i ks. Józef Wrycza, reprezentujący Wojskową Organizację Niepodległościową. Według niektórych relacji organizację zawiązano w marcu 1942 roku, według innej zmiana nazwy TOW „Gryf Kaszubski” na „Gryf Pomorski” nastąpiła dopiero w połowie czerwca 1942 roku. Krzysztof Steyer wysunął hipotezę, jakoby 7 lipca 1941 roku mogło dojść wyłącznie do scalenia kilku organizacji w jedną, a zmiana nazwy nastąpiła później.
Ważną rolę w „Gryfie Kaszubskim”, a następnie „Gryfie Pomorskim” odgrywał ks. ppłk. Józef Wrycza, działacz niepodległościowy, przed wojną związany ze Stronnictwem Narodowym, od września 1939 roku ukrywający się przed gestapo.
„Gryf Pomorski” był utworzony głównie przez Polaków zagrożonych aresztowaniem, którzy ukrywali się w lasach i wsiach. Schrony partyzanckie (nazywane przez gryfowców bunkrami) znajdowały się w Borach Tucholskich i kompleksach leśnych w Kaszubach i Kociewiu. Liczba schronów została oszacowana na ok. 200. Z czasem organizacja wyszła poza Kaszuby i rozpoczęła działalność m. in. w Świeciu, Grudziądzu, Tczewie i Starogardzie. Początkowo członkowie „Gryfa Pomorskiego” ze względu na niewielką strukturę, nie prowadzili akcji zaczepnych, ograniczając się wyłącznie do ukrywania się i zapewnienia sobie broni i podstawowych środków do życia. Oddziały były słabo uzbrojone. Posiadana przez partyzantów broń pochodziła z magazynów leśnych utworzonych przed wojną lub też była zdobyta przez Polaków, którzy zdezerterowali z Wehrmachtu.
Prawdopodobnie w maju 1942 roku do „Gryfa Pomorskiego” przystąpił por. rez. Wojska Polskiego Józef Gierszewski, któremu przypisywane jest powołanie organizacji Wolność pod koniec 1939 roku. W czerwcu 1942 roku do „Gryfa Pomorskiego” przystąpiła wejherowska organizacja „Polska Żyje”, kierowana przez ks. Józefa Bartela. Do 1943 roku do „Gryfa Pomorskiego” przystąpiło kilkanaście innych grup i organizacji lokalnych.
Latem 1942 roku rozpoczęły się rozmowy pomiędzy „Gryfem Pomorskim” a AK. Celem rozmów miało być przyłączenie „Gryfa Pomorskiego” do AK. Rozmowy przebiegały w trudnej atmosferze. AK nie chciała uznać stopni wojskowych i awansów dokonywanych samowolnie w „Gryfie Pomorskim”. Sam „Gryf Pomorski” sceptycznie odnosił się do przyłączenia do AK, obawiając się wzrostu zagrożenia dekonspiracją. Wątpliwości „Gryfa Pomorskiego” nasiliły się po masowych aresztowaniach członków Okręgu Pomorze AK w II poł. 1942 roku oraz po aresztowaniu członka Rady Gryfa, leśniczego Alojzego Stawskiego z żoną Heleną. Po aresztowaniu Stawskich Niemcy przeprowadzili śledztwo, dzięki któremu dowiedzieli się o istnieniu „Gryfa Pomorskiego”.
Przyjęto, że do „Gryfa Pomorskiego” przynależały grupy dowodzone przez:
- braci Kulasów: Leona ps. „Zawisza”, Kazimierza ps. „Steyer”, Józefa ps. „Powała”
- Bernarda Michałkę ps. „Batory”
- Czesława Depkę ps. „Gryf”
- Jana Żurawicza ps. „Rejtan”, „Żabka”
- Jana Bińczyka ps. „Zagłoba” (jego grupa miała kryptonim „Młynki”)
- Henryka Grabosza ps. „Gwiazda”
- Jana Sikorskiego ps. „Orlicz”
- Alfonsa Kwiczora ps. „Czarny”, „Jeremi”
- Alfreda Loepera ps. „Lew”
- Emila Cysowskiego ps. „Sokół”

Od połowy 1942 do wiosny 1943 roku z „Gryfem Pomorskim” był związany również oddział partyzancki Jana Szalewskiego ps. „Soból”.
Wiosną 1943 roku doszło do osłabienia „Gryfa Pomorskiego”. Przyczyną kryzysu był narastający przypuszczalnie od początku października 1942 roku konflikt pomiędzy ówczesnym komendantem naczelnym „Gryfa Pomorskiego” Józefem Gierszewskim opowiadającym się za unifikacją „Gryfa Pomorskiego” z AK, a faktycznym przywódcą organizacji Józefem Dambkiem, chcącym zachować niezależność organizacji. Według powojennych przekazów obaj mieli wielokrotnie się kłócić, grożąc sobie przy okazji użyciem broni. Gierszewski, po nawiązaniu kontaktu z oficerem AK Jarockim bez porozumienia z kierownictwem „Gryfa Pomorskiego”, był oskarżany o zorganizowanie tego spotkania, a także dyktatorskie metody pracy oraz nieszanowanie opinii współpracowników. W późniejszym okresie obaj zaczęli prowadzić spór również w sprawie prowadzenia dokumentacji organizacyjnej. Gierszewski domagał się zniszczenia dokumentów, mogących zagrozić aresztowaniem gryfowców przez gestapo, powołując się na rozkaz ks. Wryczy. Według relacji Dambek miał skontaktować się z ks. Wryczą, który miał zaprzeczyć, jakoby wydał taki rozkaz. Według innych przekazów przyczyną sporu była niechęć Dambka wobec Gierszewskiego, który cieszył się od niego większą popularnością oraz zażyłe stosunki Gierszewskiego z Haliną Kurowską ps. „Kryształ”. 17 lutego 1943 roku Gierszewski został zdjęty ze stanowiska komendanta naczelnego TOW „Gryf Pomorski” za prowadzenie niemoralnego trybu życia i wydanie z głównej kasy ok. 3 tys. marek niemieckich. Okoliczności i sposób odwołania Gierszewskiego są nieznane. Po odwołaniu Gierszewski powołał organizację konspiracyjną „Wolność” oraz ukrywał się na terenach granicznych powiatów kościerskiego i chojnickiego. Gierszewski został zastrzelony na przełomie czerwca i lipca 1943 roku w rejonie leśniczówki Dywan pod Kaliszem. Okoliczności jego śmierci są niejasne. Zakłada się, że Gierszewski został zastrzelony prawdopodobnie z inspiracji Dambka. Według historyka Andrzeja Gąsiorowskiego Gierszewski mógł zginąć po tym, jak próbował po raz kolejny oprzeć swoją działalność na gryfowcach, co miało zostać źle odebrane przez Dambka. Oskarżenia, jakoby Gierszewski zginął po tym, jak w maju 1943 roku Niemcy przeprowadzili masowe aresztowania gryfowców, nie ma potwierdzenia w faktach, gdyż aresztowania objęły również członków AK i Szarych Szeregów na terenie całego Pomorza. Gierszewskiego oskarżano również o kontakt z gestapowcem Kurtem Hagemannem za pośrednictwem nieznanej z imienia i nazwiska łączniczki. Oskarżenie te również nie ma potwierdzenia w źródłach. Po śmierci Gierszewskiego z „Gryfa Pomorskiego” odeszli komendanci powiatowi i dowódcy oddziałów partyzanckich związani z Gierszewskim, którzy przeszli do AK. Dambkowi zarzucano przekraczanie kompetencji i niechęć do podejmowania kompromisów.
Ponadto w lutym 1943 roku z czynnej działalności w „Gryfie Pomorskim” wycofał się ks. Józef Wrycza. Po odejściu Wryczy Dambek ogłosił się prezesem „Gryfa Pomorskiego”. Rozmowy w sprawie przyłączenia „Gryfa Pomorskiego” do AK zakończyły się niepowodzeniem. W kwietniu 1943 roku w Kamienicy Królewskiej „Gryf Pomorski” połączył się ze Zjednoczonymi Organizacjami Ruchu „Miecz i Pług” („Miecz i Pług”). Formalne przyłączenie nastąpiło w lipcu lub sierpniu tego samego roku. Po połączeniu Komenda Okręgu Pomorskiego AK poinformowała „Gryf Pomorski”, że „Miecz i Pług” jest zinfiltrowany przez agentów gestapo. Na skutek przekazania tej informacji z „Gryfa Pomorskiego” odeszli kolejni członkowie organizacji, którzy kontynuowali działalność konspiracyjną jako żołnierze AK.

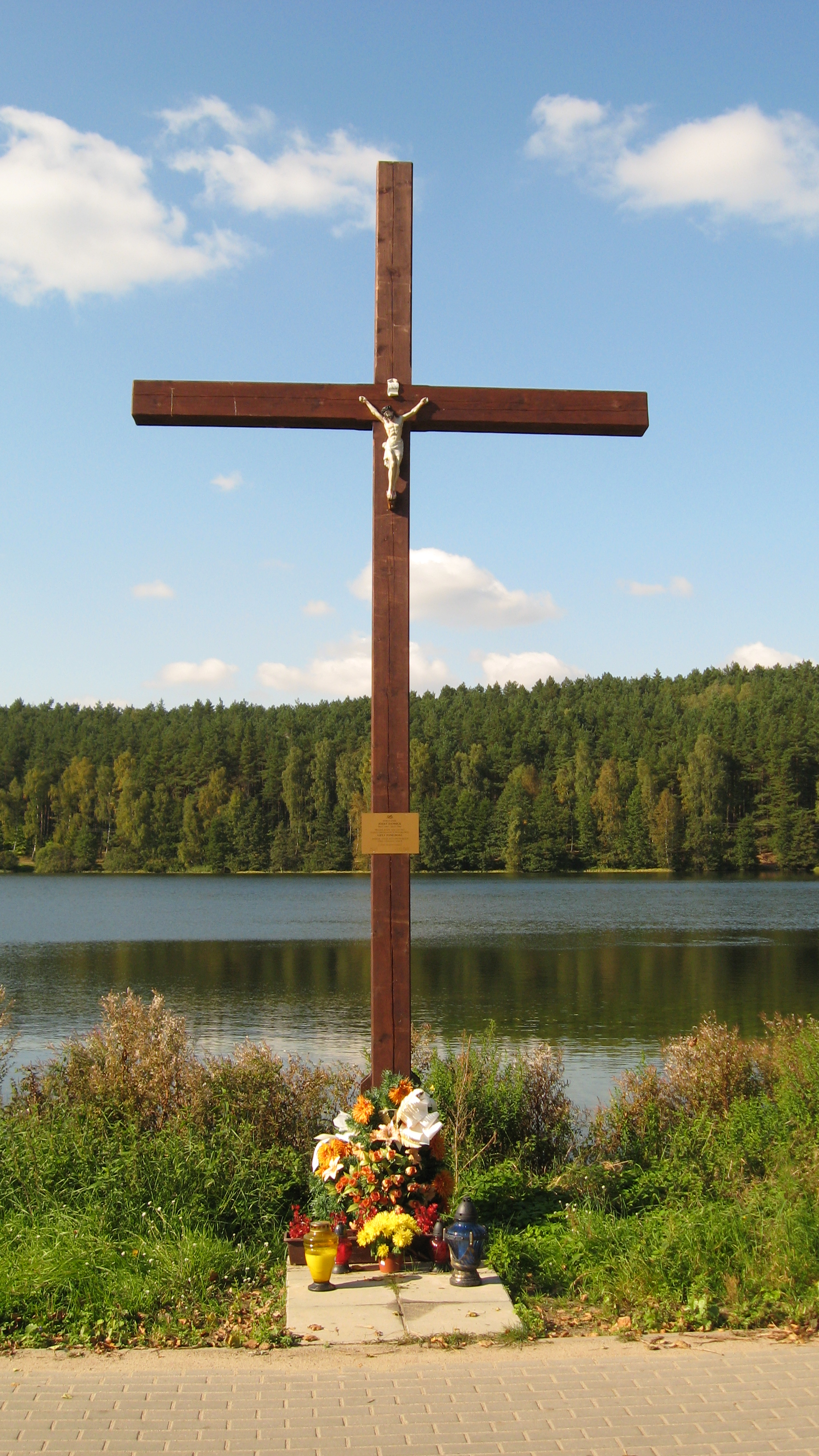
Krzyż upamiętniający Józefa Dambka w pobliżu Jeziora Dąbrowskiego

4 marca 1944 roku funkcjonariusz gdańskiego gestapo Jan Kaszubowski vel Hans Kassner zastrzelił Józefa Dambka. Kaszubowski, udając zastępcę komendanta powiatowego „Gryfa Pomorskiego” w Tczewie Brzózkę (imię nieznane), odbył wraz ze sterroryzowaną ujętą kurierką Agnieszką Reflińską spotkanie z Dambkiem w Sikorzynie. Podczas spotkania Dambek przekazał Kaszubowskiemu informacje dotyczące „Gryfa Pomorskiego” oraz pokazał mu szereg dokumentów organizacji. Około godziny 19 do budynku, w którym odbywała się rozmowa, wtargnęli Niemcy. Dambek zginął podczas ucieczki pomiędzy Sikorzynem i Gołubiem, według historyka Krzysztofa Steyera Dambek został zastrzelony bezpośrednio przez Kaszubowskiego. Ciało Dambka zawieziono do siedziby gestapo w Gdańsku. Po identyfikacji i pokazie ciało skremowano. Szczątki prawdopodobnie złożono na Zaspie. Po zastrzeleniu Dambka gestapo odnalazło listę członków „Gryfa Pomorskiego” z kilku powiatów. Dzięki pozyskanej liście Niemcy dokonali masowych aresztowań. Pierwsza tego typu akcja miała miejsce w nocy z 3 na 4 maja 1944 roku. Wówczas zatrzymano 226 osób, ok. 100 skierowano do obozu koncentracyjnego Stutthof. Kolejne 400 osób aresztowano do końca miesiąca. Zamordowanie Dambka zostało odnotowano w wydawanym przez gestapo centralnym biuletynie, przedstawiającym najważniejsze informacje o różnych akcjach gestapo w okupowanej przez Niemców Europie. Sam Kaszubowski otrzymał nagrodę za swoją akcję.

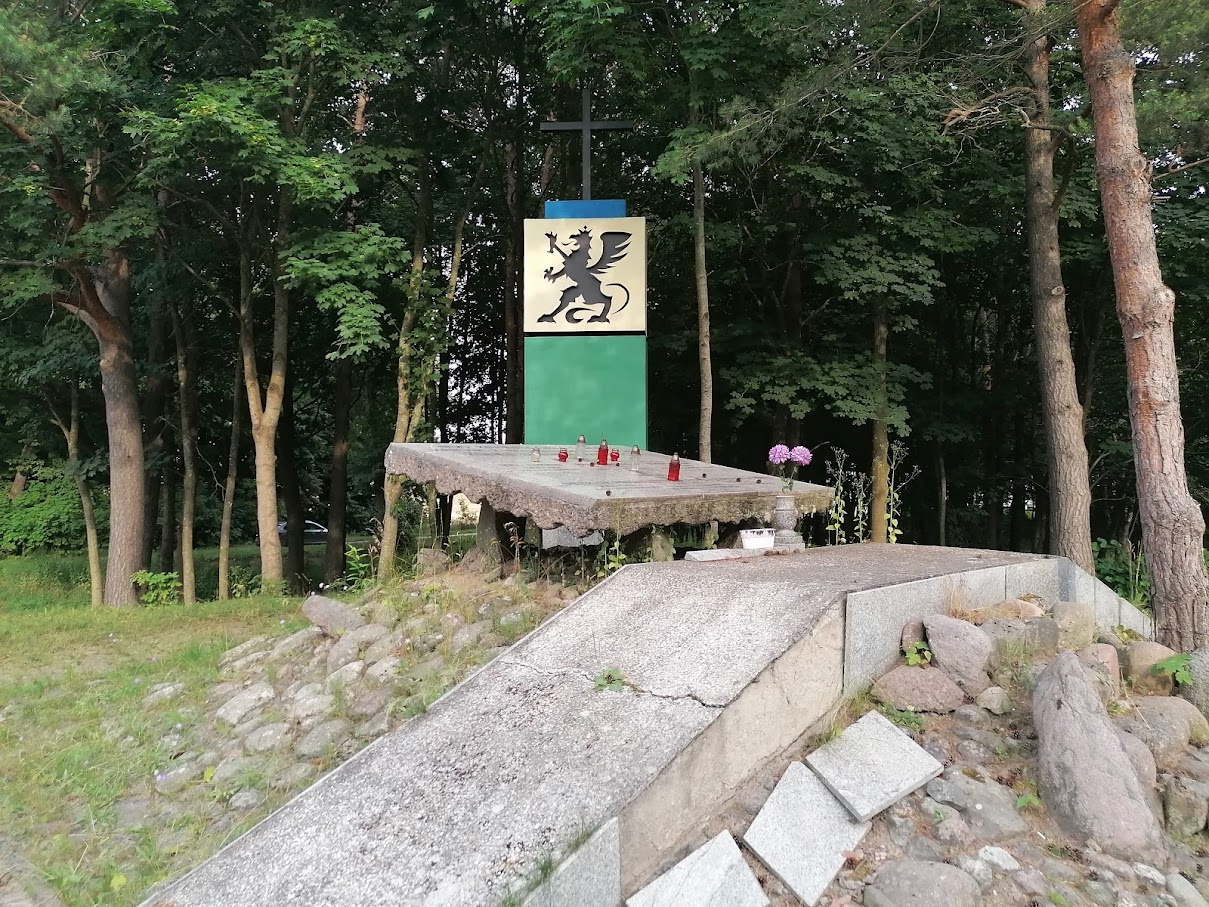
Pomnik upamiętniający poległych żołnierzy organizacji w Sulicicach

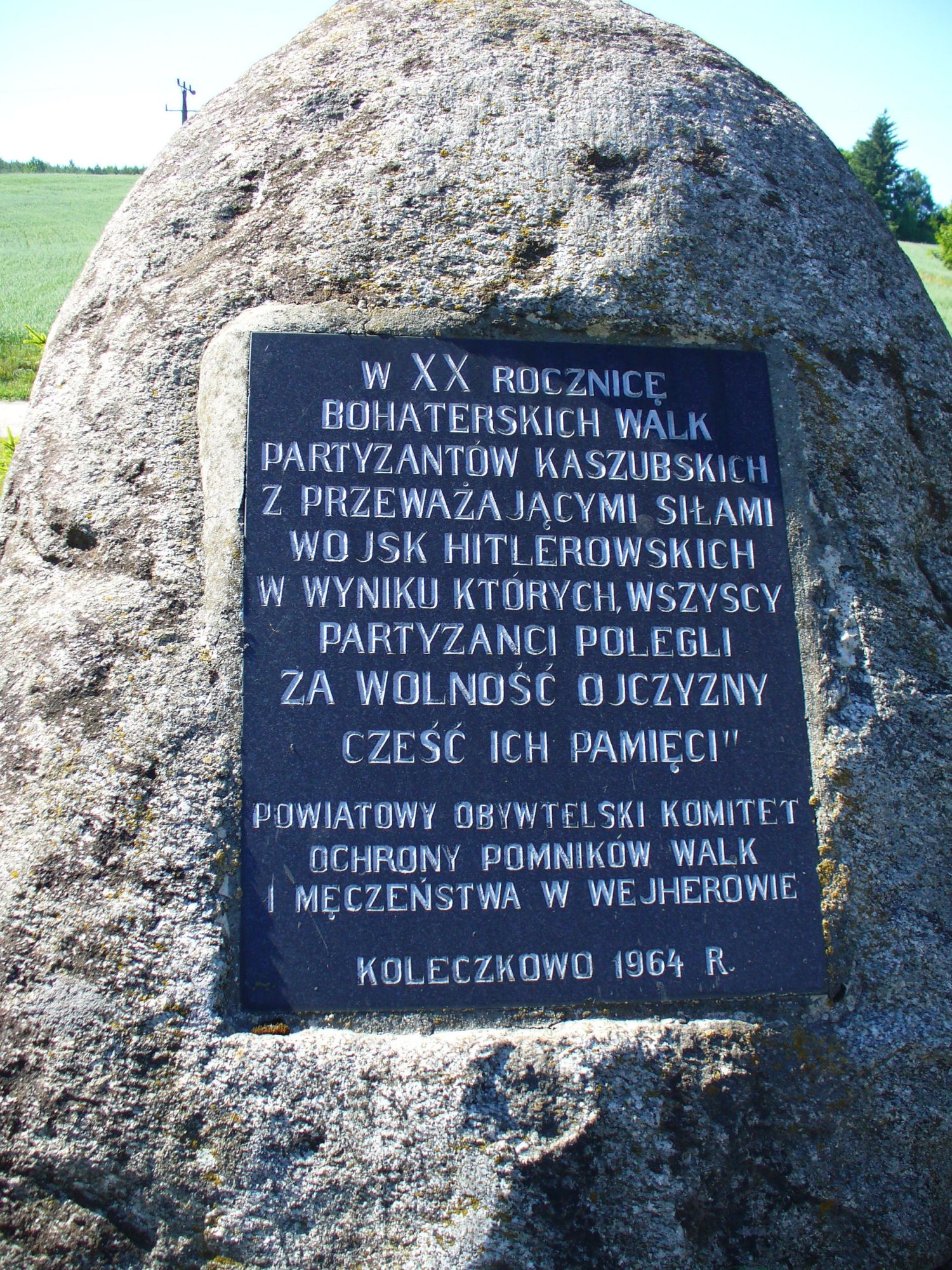
Tablica pamiątkowa na głazie w Koleczkowie

Jeszcze w czasie okupacji kontrowersje wzbudzała sprawa dokumentacji organizacyjnej, sporządzanej w „Gryfie Pomorskim”. Komendant naczelny Józef Gierszewski oraz oficerowie AK utrzymujący kontakt z „Gryfem Pomorskim” podkreślali, że sporządzana dokumentacja może przyczynić się do aresztowań członków organizacji. Na polecenie Gierszewskiego część dokumentów i spisów spalono. Sporządzane zgodnie z regulaminem organizacji listy członków zawierały m. in. imię i nazwisko, hasło i odezwę, miejsce zamieszkania, rodzaj danej służby wojskowej, rok urodzenia, stopień wojskowy, datę przystąpienia do organizacji, posiadaną broń. Osobą odpowiedzialną za nieprzestrzeganie zasad konspiracji był Józef Dambek. Dokumenty „Gryfa Pomorskiego” prowadzono na podstawie szyfru, ułożonego w 1942 roku przez Cyryla Zalewskiego. W następnych miesiącach przygotowano nowe rodzaje szyfru. „Gryf Pomorski” stosował nieskomplikowane szyfry podstawieniowe z jedną kombinacją. Zmiany prowadzenia dokumentacji przeprowadzono w 1943 roku. W maju 1943 roku w pobliżu Kartuz Niemcy zdobyli listę centralną porzuconą w plecaku podczas walk. Wbrew zasadom bezpieczeństwa członkowie „Gryfa Pomorskiego” fotografowali się w pobliżu schronów lub w samych schronach.
Oddziały partyzanckie przeprowadziły około stu akcji bojowych. 7 czerwca 1943 roku oddziały „Gryfa Pomorskiego” dokonały aktu sabotażu i dywersji na lotnisku w Rumi. 21 listopada 1943 roku podobny atak przeprowadzono na lotnisko szkoleniowe w Strzebielinie. Podczas obu akcji zdołano zniszczyć kilka samolotów oraz zdobyć broń. Największa bitwa obronna miała miejsce 29 lutego 1944 roku w Koleczkowie, gdzie Niemcy zaatakowali oddział partyzancki Alfreda Loepera. Na skutek zwiększonej aktywności gryfowców w 1944 roku Himmler ogłosił północne Pomorze za teren zagrożony działalnością partyzancką. W efekcie nasilono działania policyjne przeciwko członkom „Gryfa Pomorskiego”. Do końca 1944 roku liczba członków „Gryfa Pomorskiego” spadłą do ok. 3-4 tys..

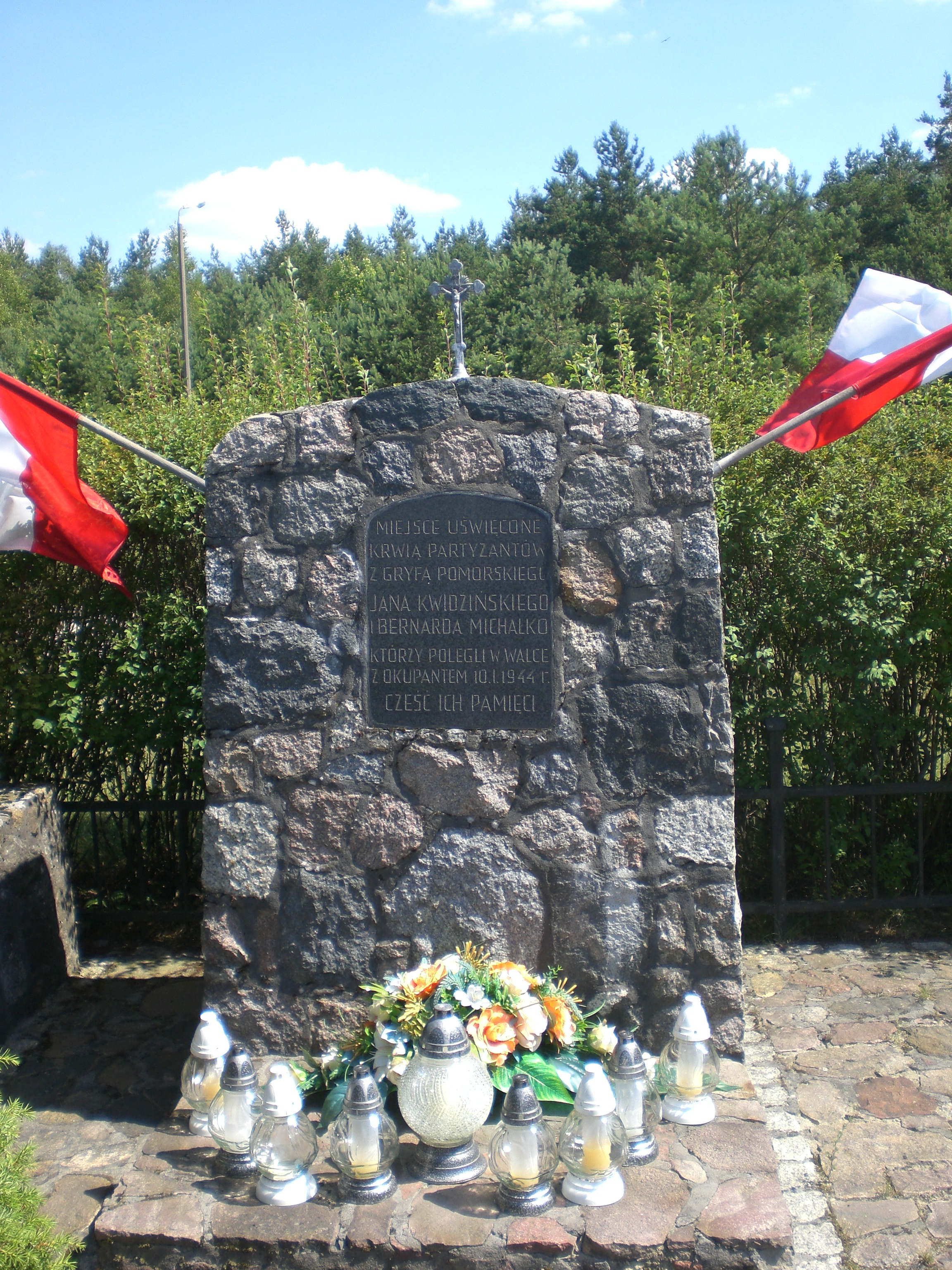
Obelisk w Kamienicy Królewskiej upamiętniający partyzantów Jana Kwidzińskigo i Bernarda Michałko, którzy zginęli podczas walk dnia 10 stycznia 1944

Do września 1944 roku Niemcy aresztowali 1105 gryfowców. W walkach bezpośrednich zginęło ok. 100-200 gryfowców. Wielu gryfowców i ich rodzin trafiło do obozu koncentracyjnego Stutthof, niektórzy również do obozu przesiedleńczego w Potulicach. Pierwszy transport gryfowców miał miejsce 13 kwietnia 1943 roku. Do końca maja 1943 roku do obozu trafiło ok. 400 osób, w większości aresztowanych przez Niemców podczas akcji z 3 na 4 maja 1943 roku. Kolejne transporty miały miejsce: 8 czerwca, 12 lipca, ok. 19 lipca 1943 roku. Aresztowani gryfowcy trafiali do obozu wkrótce po aresztowaniu i w niedużych grupach. Po aresztowaniu i brutalnym przesłuchaniu Jana Biangi (który nie wytrzymał śledztwa i wyjawił znane mu nazwiska) w październiku 1943 roku nasiliły się transporty z gryfowcami. Zatrzymywanie gryfowców zwolniło się jesienią 1944 roku, gdy organizacja została znacznie rozbita. W sumie do końca wojny do obozu Stutthof skierowano ok. 1500 osób powiązanych z „Gryfem Pomorskim”. Zatrzymywani byli brutalnie bici lub mordowani. Latem 1944 roku w obozie Stutthof powieszono Lucjana Cylkowskiego, utrzymującego łączność pomiędzy „Gryfem Pomorskim” a polskimi władzami w Londynie. Większość aresztowanych zmarła w obozach lub więzieniach.
Liczba Niemców zabita przez członków „Gryfa Pomorskiego” pozostaje nieznana. W 1943 roku w rejencji bydgoskiej „Gryf Pomorski” zdołał zabić 115 funkcjonariuszy gestapo. Ze względu na brak dokumentów niemożliwe jest podanie jakichkolwiek danych dla rejencji gdańskiej, będącej głównym terenem działalności „Gryfa Pomorskiego”.
1 stycznia 1945 roku Prezes Rady TOW „Gryf Pomorski” Augustyn Westphal wydał nakaz rozbrajania żołnierzy niemieckich i prowadzenia dywersji oraz nawiązania współpracy z Armią Czerwoną. Rozbite przez gestapo oddziały nie były w stanie wykonać rozkazu. Podobny dokument został wydany 11 stycznia 1945 roku. Ze względu na nakazanie nawiązania współpracy z Armią Czerwoną historyk Krzysztof Steyer zasugerował hipotezę, że oba dokumenty mogą być falsyfikatami sporządzonymi po wojnie. 21 marca 1945 roku Augustyn Westphal rozwiązał organizację. W obawie przed represjami Westphal zaapelował do gryfowców, by ci złożyli broń, ujawnili się nowym władzom i wstąpili do Ludowego Wojska Polskiego, Milicji Obywatelskiej lub przystąpili do pracy zawodowej. W tym samym rozkazie Westphal podziękował gryfowcom ofiarności i wkładu włożonego w walkę o wolność oraz złożył hołd poległym.
Po wkroczeniu wojsk radzieckich do Pomorza wielu członków „Gryfa Pomorskiego” zostało poddanych represjom i szykanom. Gryfowcy byli oskarżani o współpracę z AK, prowadzenie polityki antysowieckiej, współpracę z Niemcami. Wielu z gryfowców wywieziono do ZSRR, inni byli prześladowani przez NKWD i Urząd Bezpieczeństwa, pozbawiani pracy lub praw kombatanckich. Informacje o „Gryfie Pomorskim” Rosjanie pozyskali od Jana Kaszubowskiego. 10 sierpnia 1947 roku 117 gryfowców napisało do Ministerstwa Sprawiedliwości, Prokuratora Generalnego Wojska Polskiego i Zarządu Głównego Związku Uczestników Walki Zbrojnej o Wolność i Niepodległość protest w sprawie ich traktowania przez władze komunistyczne. Pismo zostało poparte przez 110 Kaszubów, poszkodowanych przez nowe władze. Protest został zignorowany przez władze. Liczba gryfowców zabitych przez NKWD i UB jest nieznana. Prześladowania gryfowców zakończyły się po 1956 roku.

## Upamiętnienia

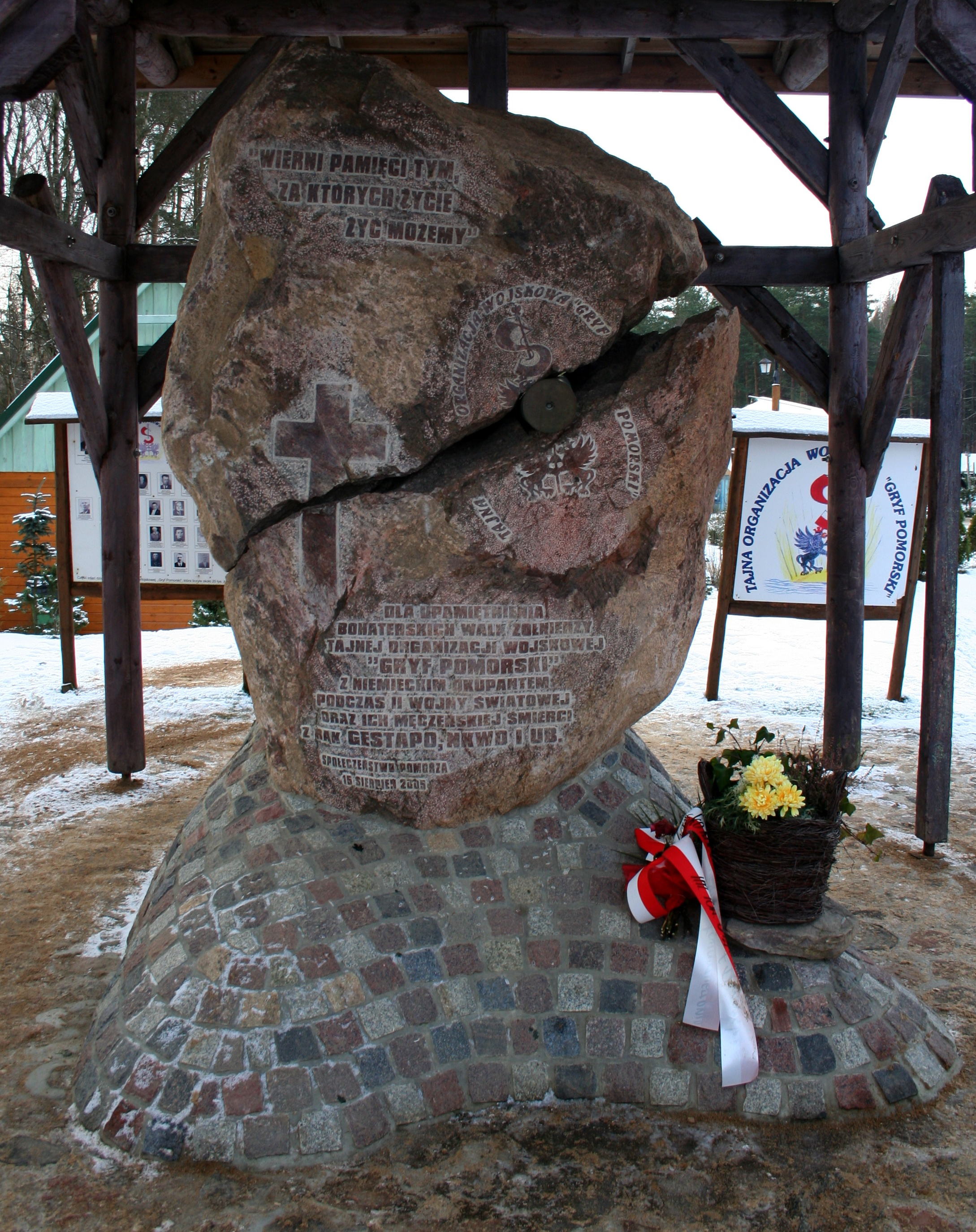
Pomnik upamiętniający TOW „Gryf Pomorski” w Centrum Edukacji i Promocji Regionu w Szymbarku

- 27 września 1964 roku w Koleczkowie odsłonięto tablicę pamiątkową ku czci poległych gryfowców[78].
- W 1980 roku z inicjatywy Stanisława Ucińskiego i ks. Henryka Jankowskiego został powołany Zespół ds. Upamiętnienia Etosu Tajnej Organizacji Wojskowej „Gryf Pomorski”, który odpowiada za propagowanie białej legendy Józefa Dambka. Uciński przez wiele lat współpracował z Romanem Dambkiem, bratankiem Józefa[79]. Na przestrzeni lat Zespół oskarżył innych członków „Gryfa Pomorskiego” i innych członków konspiracji pomorskiej o współpracę z gestapo, UB, NKWD, a historyków badających dzieje Pomorza podczas II wojny światowej o fałszowanie historii[80]. Działalność Zespołu była wielokrotnie poddawana krytyce. 8 września 1999 roku organizacje naukowe, kaszubskie i kombatanckie wystosowały list otwarty sprzeciwiający się działalności Zespołu[49].
- 21 marca 2005 roku powołano Kaszubko-Kociewskie Stowarzyszenie im. Tajnej Organizacji Wojskowej „Gryf Pomorski”[81].
- 18 maja 2010 roku w Męcikale powołano Stowarzyszenie Miłośników Historii Gryfa Pomorskiego „Cis”[82]. W tym samym roku w Męcikale swoje ulice otrzymało czterech partyzantów „Gryfa Pomorskiego”: Józef Dambek, Henryk Grabosz, ks. Józef Wrycza i Jan Bińczyk. Decyzja w sprawie nadania ulic partyzantom spotkała się z protestem mieszkańców miejscowości[83].
- 22 lutego 2019 roku Sejm Rzeczypospolitej Polskiej wydał uchwałę w sprawie uczczenia Tajnej Organizacji Wojskowej „Gryf Pomorski”[84].
- W 2024 roku premierę miał film dokumetalny pt. „Gryf Pomorski. Zapomniani Bohaterowie”[85].
- W Kamienicy Królewskiej znajduje się obelisk upamiętniający śmierć gryfowców Bernarda Michałko ps. „Batory” i Jana Kwidzyńskiego ps. „Wilk”, którzy zginęli podczas walk z gestapo w 1944 roku[86].
- W pobliżu schronu partyzantów „Gryfa Pomorskiego” „Ptasia Wola” w Lasach Mirachowskich znajduje się upamiętnienie „Gryfa Pomorskiego”. Tekst na tablicy informacyjnej został przygotowany przez Zespół ds. Upamiętnienia Etosu Tajnej Organizacji Wojskowej „Gryf Pomorski” i stanowi panegiryk ku czci Józefa Dambka[87].
- W Centrum Edukacji i Promocji Regionu w Szymbarku znajduje się pomnik upamiętniający TOW „Gryf Pomorski” zaprojektowany przez Leona Czerwińskiego i Daniela Czapiewskiego. Pomnik ma kształt głazu o kształcie serca. W serce wbity jest pocisk symbolizujący męki fizyczne i duchowe. Inicjatorem upamiętnienia jest Daniel Czapiewski[88]. Ponadto na terenie Centrum znajduje się rekonstrukcja bunkra TOW „Gryf Pomorski”. Bankier jest wyposażony w oryginalne przedmioty pochodzące od partyzantów[89].
- Tajna Organizacja Wojskowa „Gryf Pomorski” jest patronem szkół w Chojnicach, Redkowicach, Lubni i Miechucinie[90].
- Imię Tajnej Organizacji Wojskowej „Gryf Pomorski” przyjęły: 70 Luzińska Wodna Drużyna Harcerska z Hufca ZHP Wejherowo[91], 1 Szturmowa Drużyna Harcerzy Starszych „Szturmówka” z Hufca Świecie oraz 32 Harcerska Drużyna Wodna „Baszta” z Hufca Lębork[90].